# Список номинантов на премию «Национальный бестселлер» 2011 года
Список номинантов на премию «Национальный бестселлер», попавших в длинный список (лонг-лист) премии «Национальный бестселлер» в сезоне 2011 года. Длинный список (из 59 произведений) был опубликован 1 марта 2011 года (ещё 2 были сняты с конкурса). Короткий список финалистов из 6 произведений был опубликован 26 апреля. Победитель будет объявлен 5 июня 2011 года.

## Победитель
Премию за роман «Остромов, или Ученик чародея» получил Дмитрий Быков.

## Короткий список
- Дмитрий Быков. «Остромов, или Ученик чародея» (11 баллов);
- Фигль-Мигль. «Ты так любишь эти фильмы» (6 баллов);
- Михаил Елизаров. «Мультики» (6 баллов);
- Павел Пепперштейн. «Пражская ночь» (6 баллов);
- Андрей Рубанов. «Психодел» (6 баллов);
- Сергей Шаргунов. «Книга без фотографий» (5 баллов).

## Длинный список
1. Андрей Аствацатуров, «Скунскамера» (Ад Маргинем)
2. Ирина Богатырёва, «Сектанты» (рукопись)
3. Илья Бояшов, «Каменная баба» (Лимбус Пресс)
4. Александр Бренер, Варвара Паника, «Римские откровения» (рукопись)
5. Дмитрий Быков, «Остромов, или Ученик чародея» (ПрозаиК)
6. Валерий Былинский, «Адаптация» (рукопись)
7. Руслан Галеев, «Радио Хоспис» (Эксмо)
8. Мария Галина, «Медведки» (рукопись)
9. Михаил Герман, «Неуловимый Париж» (Слово)
10. Дмитрий Глебов, «Город тумбочек» (рукопись)
11. Лера Грант, «Среда» (издатель А. Н. Вараксин)
12. Олег Дивов, «Симбионты» (Эксмо)
13. Олег Дриманович, «Солнцедар» (Лимбус Пресс)
14. Алексей Евдокимов, «Слава богу, не убили» (ПрозаиК)
15. Михаил Елизаров, «Мультики» (АСТ)
16. Сергей Есин, «Маркиз» (рукопись)
17. Иван Зорин, «Гений вчерашнего дня» (Золотое сечение)
18. Андрей Иванов, «Ночь в Сен-Клу» (рукопись)
19. Олег Кашин, «Роисся вперде» (Ад Маргинем)
20. Игорь Клех, «Хроники 1999 года» (НЛО)
21. Владимир Козлов, «Домой» (Амфора)
22. Марина Козлова, «Бедный маленький мир» (АСТ)
23. Дмитрий Колодан, «Время Бармаглота» (Снежный ком)
24. Сергей Кузнецов, «Хоровод воды» (АСТ)
25. Сергей Лебедев, «Предел забвения» (Первое сентября)
26. Владимир Личутин, «Река любви» (ИТРК)
27. Владимир Лорченков, «Табор уходит» (Эксмо)
28. Ольга Лукас, «Поребрик из бордюрного камня» (Комильфо)
29. Анна Матари, Дмитрий Тихонов, «Разрыв» (Эксмо)
30. Ирина Моисеева, «Синдром Солженицына» (рукопись)
31. Улья Нова, «Лазалки» (АСТ)
32. Наталья Осис, «У самого синего моря» (КоЛибри)
33. Ольга Паволга, «Записки на запястье» (Chebuk)
34. Марина Палей, «Дань саламандре» (Урал, 2010, № 7-8)
35. Виктор Пелевин, «Ананасная вода для прекрасной дамы» (Эксмо)
36. Павел Пепперштейн, «Пражская ночь» (Амфора)
37. Владислав Петров, «Три карты усатой княгини» (Ломоносовъ)
38. Наль Подольский, «Время культурного бешенства» (Лимбус Пресс)
39. Александр Проханов, «Истребитель» (Амфора)
40. Олег Разумовский, «Тени» (Franc-Tireur)
41. Андрей Рубанов, «Йод» (АСТ)
42. Андрей Рубанов, «Психодел» (АСТ)
43. Андрей Рубанов, «Тоже родина» (Лимбус Пресс)
44. Наталья Рубанова, «Сперматозоиды» (Юность, 2010, № 9-12)
45. Николай Свечин, «Хроники сыска» (Литера)
46. Роман Сенчин, «Изобилие» (КоЛибри)
47. Тим Скоренко, «Сад Иеронима Босха» (Снежный ком М)
48. Владимир Сотников, «Пролитая вода» (Эксмо)
49. Анна Старобинец, «Первый отряд. Истина» (АСТ)
50. Эна Трамп, «Беспризорница Юна и морские рыбы» (рукопись)
51. Упырь Лихой, «Толерантная такса» (рукопись)
52. Фигль-Мигль, «Ты так любишь эти фильмы» (рукопись)
53. Игорь Фролов, «Бортжурнал № 57-22-10» (рукопись)
54. Слава Харченко, «Соломон колдун, охранник Свинухов, молоко, баба Лена и др.» (Рипол)
55. Тамара Черемнова, «Трава пробившая асфальт» (рукопись)
56. Алексей Черепанов, «Ложное движение» (рукопись)
57. Сергей Шаргунов, «Книга без фотографий» (рукопись)
58. Владимир Шпаков, «Счастливый Феликс» (АСТ)
59. DJ Stalingrad, «Исход» (рукопись)

### Номинации, снятые из-за противоречия условиям конкурса
- Сергей Беляков, «Парижский мальчик» (рукопись)
- Герман Садулаев, «Шалинский рейд» (Ад Маргинем)